# Gradenbachfall
Gradenbachfall är ett vattenfall i Österrike. Det ligger i förbundslandet Steiermark, i den centrala delen av landet. Gradenbachfall ligger cirka 1 110 meter över havet.
I omgivningarna runt Gradenbachfall växer i huvudsak blandskog.